# Samouraïs (film)
Pour les articles homonymes, voir Samouraï (homonymie).
Pour plus de détails, voir Fiche technique et Distribution.
Samouraïs est un film d'action franco-germano-hispanique réalisé par Giordano Gederlini, tourné en 2001 et sorti en 2002.

## Synopsis
À l'époque des samouraïs, régnait au Japon un démon nommé Shoshin Kodeni.
De nos jours, le commissaire Morio Fujiwara traque cet être démoniaque qui semble immortel. Kodeni est devenu le très puissant maître d'une multinationale spécialisée dans les jeux vidéo de combat. Morio soupçonne le dernier-né de ces jeux - Dark Bushido - de pouvoir se transformer en une arme.
Tandis que le commissaire enquête sur ce nouveau jeu, Kodeni choisit comme cible de sa malédiction Akemi, la fille unique de son adversaire, qui réside à Paris. Afin de contrecarrer les plans de Kodeni, Morio doit faire équipe avec Marco, le jeune banlieusard habitué des salles de sport et amoureux d'Akemi, et Nadir, le meilleur ami de Marco.

## Fiche technique
- Titre original : Samouraïs
- Titre international : Samurai[2]
- Réalisation : Giordano Gederlini
- Scénario : Giordano Gederlini et Matt Alexander
- Musique : Kenji Kawai
- Décors : Philippe Chiffre
- Costumes : Ève-Marie Arnault
- Photographie : Pierre Aïm et Tony Cheung
- Son : Vincent Arnardi, Eric Devulder, Guillaume Leriche
- Montage : Scott Stevenson
- Production : Olivier Delbosc et Marc Missonnier
  - Production déléguée : Roland Pellegrino
  - Production associée : Romain Le Grand et Léonard Glowinski
- Sociétés de production[3] :
  - France : Canal Plus Ecriture, Canal+, Fidélité Productions, M6 Films et Pathé Image Production
  - Allemagne : CP Medien AG
  - Espagne : Telecinco
- Société de distribution : Pathé Distribution (France) ; Highlight Film (Allemagne)
- Budget : 7,62 millions d’ €[4]
- Pays de production :  France,  Allemagne,  Espagne
- Langues originales : français, japonais
- Format[5] : couleur - 35 mm - 2,35:1 (Cinémascope) - son Dolby Digital
- Genre :  action
- Durée : 90 minutes
- Dates de sortie[2] :
  - France, Belgique, Suisse romande : 19 juin 2002[6],[7]
  - Espagne : 6 juin 2003
- Classification[8] :
  - France : tous publics [9]
  - Belgique : tous publics (Alle Leeftijden)[6]
  - Suisse romande : interdit aux moins de 16 ans[10]
  - Allemagne : interdit aux moins de 16 ans (FSK 16)

## Distribution
- Cyril Mourali : Marco
- Maï Anh Lê : Akemi, la fille du commissaire Morio
- Yasuaki Kurata : le commissaire Morio
- Saïd Serrari : Nadir
- Santi Sudaros : Kodeni
- Dara-Indo Oum : Nakatomi
- Kevin Peracini : Léo
- Omar Sy : Tyson
- Hidetoshi Nakahashi : le samouraï
- Tsuyu Shimizu : la fille du samouraï
- Pascal Gentil : Nabil
- David Forax : boxeur thaï

## Accueil critique
Le film fut extrêmement mal accueilli par la critique et les spectateurs à sa sortie. Le film est présent dans la liste des pires films de tous les temps d'Allociné[réf. nécessaire]. Nanarland lui a également consacré une chronique.

## Tournage
Le film a été tourné :
- Au Japon
- Dans le département du Gard à Anduze
- dans le département de la Seine-Saint-Denis à Aubervilliers